# Великий Басейн

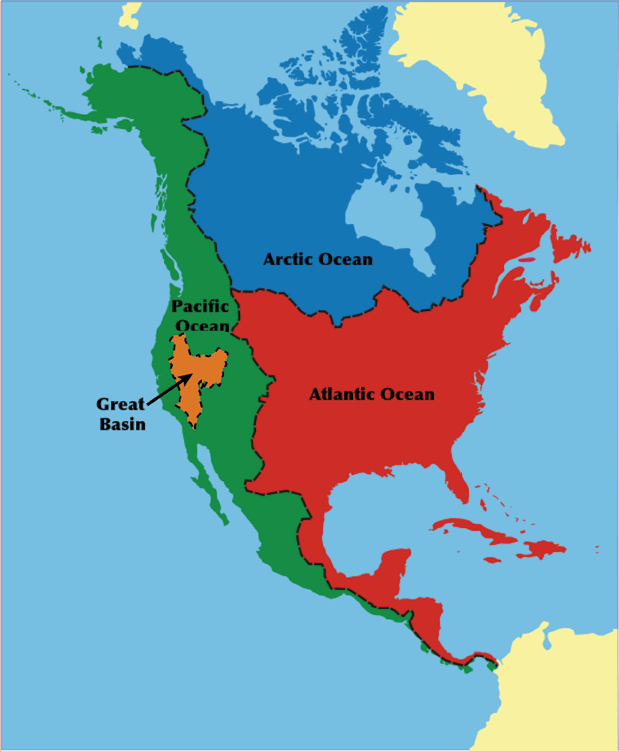

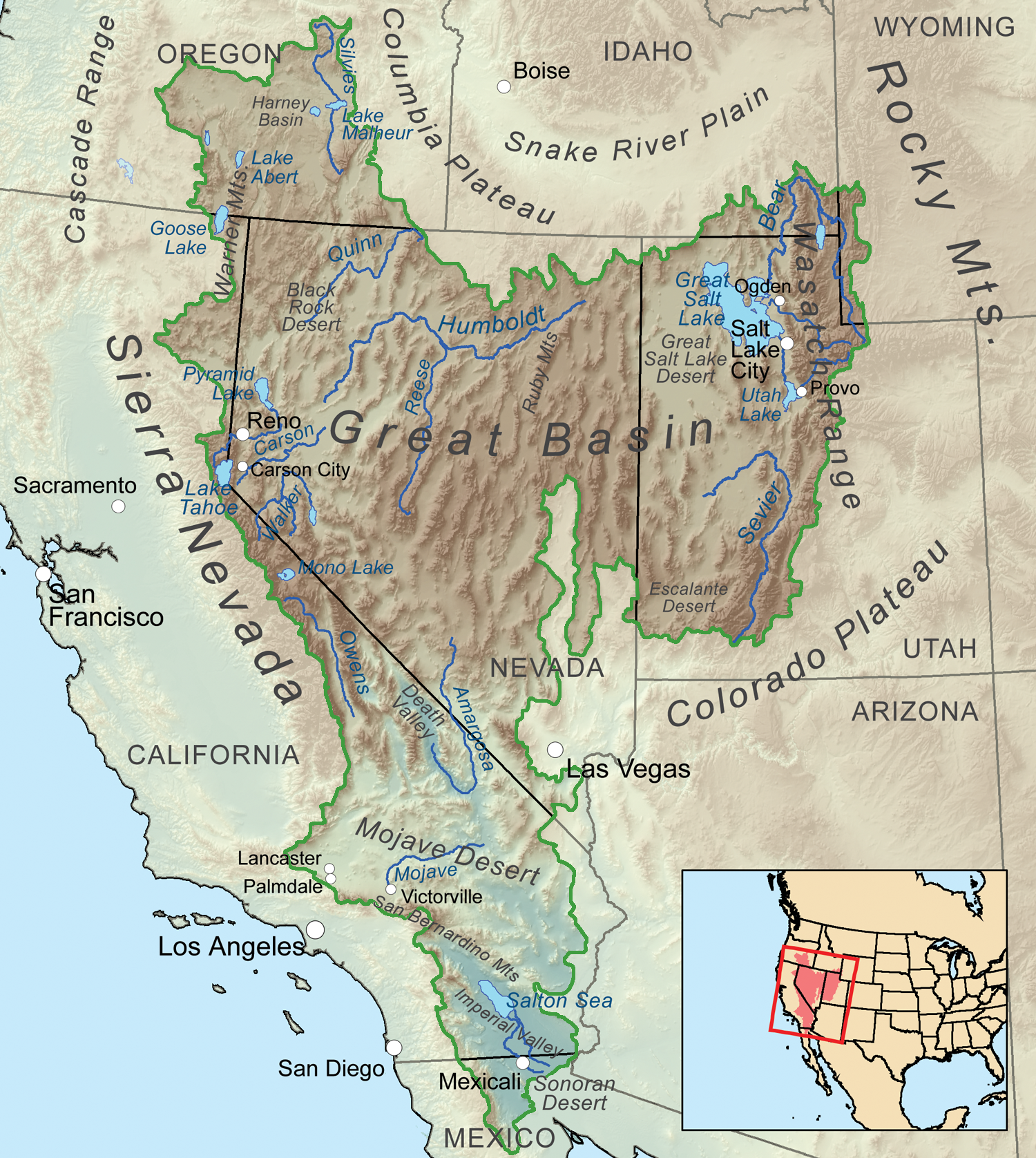

Великий Басейн (англ. great Basin) — найбільша безстічна область в Північній Америці (на території американських штатів Невада, Юта, Каліфорнія, Орегон і Айдахо).

## Загальний опис
Басейн займає нагір'я, що простягнулося з півночі на південь і обмежене на заході хребтом Сьєрра-Невада і Каскадними горами, на сході — Скелястими горами. Площа — понад 500 000 км². Рельєф являє собою множину коротких хребтів (висотою до 3900 м) і великих, з'єднаних між собою улоговин, більшість із яких є пустелями або напівпустелями.
Великий Басейн є одним із найпосушливіших регіонів Америки й не має стоку (більшість річок і озер висохли). Близько 10 000 років тому більшу частину басейну покривали два великі озера, від яких збереглося Велике Солоне озеро, солончаки й великі плоскі рівнини, що служили дном прадавніх озер. З геологічної точки зору, басейн перебуває в процесі розтягання й розламу.
Регіон слабко заселений (два найбільші міста — Солт-Лейк-Сіті і Ріно). Цей факт, а також унікальність екологічної системи Великого Басейну, проте, приваблюють усе більшу кількість бажаючих придбати нерухомість у регіоні, а також туристів.